# Spoorlijn Solothurn - Bern
De spoorlijn Solothurn - Bern is een spoorlijn tussen de Zwitserse steden Solothurn en Bern van de voormalige spoorwegonderneming Elektrische Schmalspurbahn Solothurn–Bern (ESB). De ESB was uitgegroeid tot een belangrijke voorstadslijn van de steden Bern en Solothurn. Het 27 kilometer lange traject wordt tegenwoordig door de Regionalverkehr Bern-Solothurn (RBS) bereden.

## Geschiedenis
In juni 1912 verstrekte de Bundesversammlung de concessie voor de Elektrische Schmalspurbahn Solothurn–Bern. Toen op 9 oktober 1912 in Gasthof Zum Brunnen in Fraubrunnen de oprichtingsvergadering plaatsvond reed de Bern-Zollikofen-Bahn (BZB) al vier maanden op het traject Bern – Zollikofen. De BZB was bij hun concessie opgedragen rekening te houden met gemeenschappelijk gebruik van het traject Bern – Zollikofen waardoor de ESB zich met de plannen van het traject Solothurn – Zollikofen beperkte.
Bij de BZB werd een lijn, met een spoorbreedte van een meter, gepland die ook voor goederenvervoer geschikt zou zijn. Nadat in de zomer van 1913 werd met de bouw begonnen moesten deze op 1 augustus 1914 door de Eerste Wereldoorlog stilgelegd worden.
In 1915 werd in Solothurn het depot en de werkplaats in gebruik genomen en de vonden toen ook eerste proefritten plaats.
Na de officiële keuring en oplevering op 7 april 1916 werd het traject op 9 april 1916 officieel geopend. In Zollikofen had de ESB een directe spooraansluiting op de BZB maar doorgaand verkeer van station Solothurn naar Bern was pas na het openen van de Rüttilinie in 1924 mogelijk.

## Fusie
In opdracht van het kanton Bern kwam op 1 januari 1922 de fusie van de Bern-Zollikofen-Bahn (BZB) met de Elektrischen Schmalspurbahn Solothurn-Bern (ESB) tot stand als Solothurn–Zollikofen–Bern-Bahn (SZB).
De SZB werkte sinds 1973 samen met de Vereinigten Bern-Worb-Bahnen (VBW). In 1984 fuseerde de SZB de Vereinigten Bern-Worb-Bahnen (VBW) en gingen verder als Regionalverkehr Bern-Solothurn (RBS).
Reeds in 1974 nam de VBW het S-Bahn-concept in gebruik voor haar lijnen rond Bern.
Sinds de dienstregeling wisseling van december 2004 werd de lijn W, SE, Z van de RBS aangemerkt als S7, S8, S9.

## Goederenvervoer
Voor het vervoer van normaalsporige goederenwagens werd in Solothurn en Schönbühl een rolbokinstallatie gebouwd. Hier konden de goederenwagens van het net van de SBB worden uitgewisseld. Op de stations Biberist, Lohn-Lüterkofen, Bätterkinden, Fraubrunnen, Grafenried en Jegenstorf waren normaalsporige aansluitsporen voor het opstellen van de goederenwagens aanwezig. Hier op vond het lossen en laden waardoor de rolbokken nog inzetbaar waren voor het behandelen van andere goederenwagens.

## Traject
In 1975 werd de halte Schönbühl Shoppyland bij het winkelcentrum Shoppyland geopend.

## Elektrische tractie
Het traject van de ESB werd in 1912 geëlektrificeerd met een spanning van 1200/1300 volt gelijkstroom.